# إبراهيم بودربالة
إبراهيم بودربالة (7 أغسطس 1952 -)، محامي وسياسي تونسي. شغل منصب رئيس الهيئة الوطنية للمحامين بتونس بين عامي 2019 و 2022. وأصبح منذ 13 مارس 2023 رئيسا لمجلس نواب الشعب.

## السيرة
ولد بودربالة في 7 أغسطس 1952 بنهج سيدي منصور بحي باب الفلة بالعاصمة تونس لأسرة تنحدر من مدينة الحامّة من ولاية قابس. تحصل على شهادة البكالوريا عام 1972 ليلتحق بكلية الحقوق والعلوم الاقتصادية والسياسية بتونس ويتحصل على الإجازة في الحقوق في يونيو 1976 ليصبح محاميا بشكل رسمي في مايو 1977.
على الصعيد المهني، ظل إبراهيم بودربالة يتدرج حتى ترسيمه بجدول المحامين المخوّل لهم الترافع أمام محكمة التعقيب أعلى هرم قضائي في البلاد بتاريخ 8 مايو 1987.
عام 1992، انتُخب رئيسا للفرع الجهوي للمحامين بتونس وأُعيد انتخابه سنة 1995 لعهدة ثانية انتهت عام 1998، ومنذ ذلك الحين ظلّ بودربالة، يترشّح لمنصب عميد الهيئة الوطنية للمحامين بدون انقطاع إلى أن حالفه الحظّ في المرّة الثامنة سنة 2019.
برز بودربالة عقب أحداث 25 يوليو 2021، كداعم "كبير" للرئيس قيس سعيد وقرارته التي سببت أزمة سياسية في تونس حيث جمّد الرئيس مجلس نواب الشعب آنذاك ثم حله وألغى الدستور حينها وأعلن عن تكوين "هيئة وطنية" تتولى إعداد دستور جديد للبلاد. ليتولى ابراهيم بودربالة في 20 مايو 2022 بعد تعيينه من قبل الرئيس قيس سعيد منصب رئيس اللجنة الاستشارية للشؤون الاقتصادية والإجتماعية ضمن "الهيئة الوطنية الاستشارية للجمهورية جديدة" المكلفة بإعداد دستور 2022.
أيّد بودربالة مشروع الدستور الذي طرحه الرئيس سعيد رغم رفضه من قبل رئيس اللجنة الاستشارية الصادق بلعيد الذي أنكر النسخة التي نشرتها الرئاسة وأكد اختلافها عن المسودة. ثم تقدم للانتخابات التشريعية التي شهدت مقاطعة غير مسبوقة من قبل الأحزاب وأضعف نسبة مشاركة في تاريخ الانتخابات في تونس عن دائرة رادس ـ مقرين الواقعة بدائرة بن عروس الانتخابية. وفاز بودربالة من الدور الأول بـ 3700 صوت بنسبة 55.65%.
كان اسمه مطروحا بقوة قبل الجلسة الافتتاحية للبرلمان الجديد أن يصبح رئيسا له، وهو ما جرى في 13 مارس 2023 حينما انتُخب رئيسا لمجلس نواب الشعب.